# Karosa řady 700

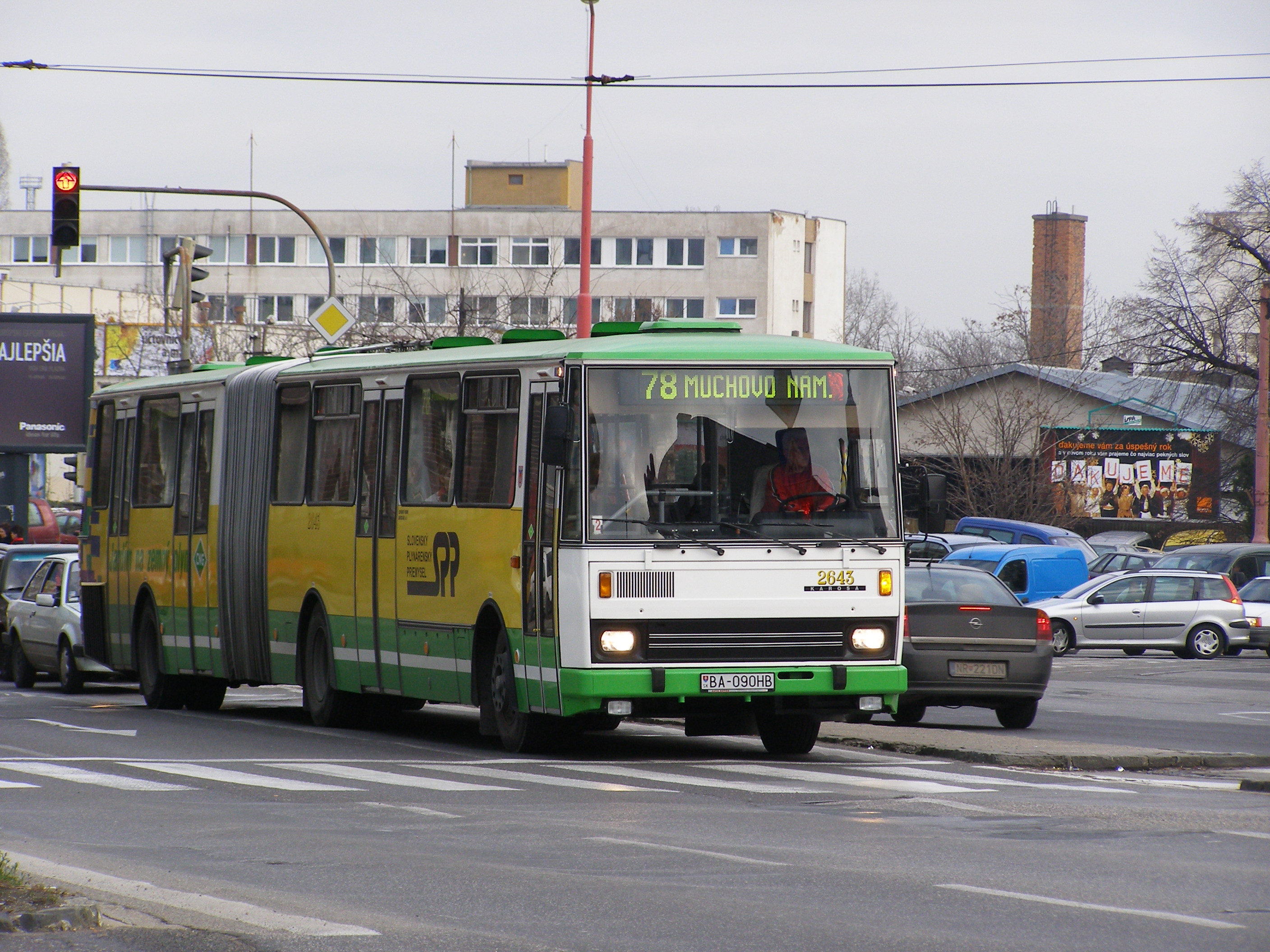
Karosa B 741 přestavěná na pohon na CNG Bratislavě

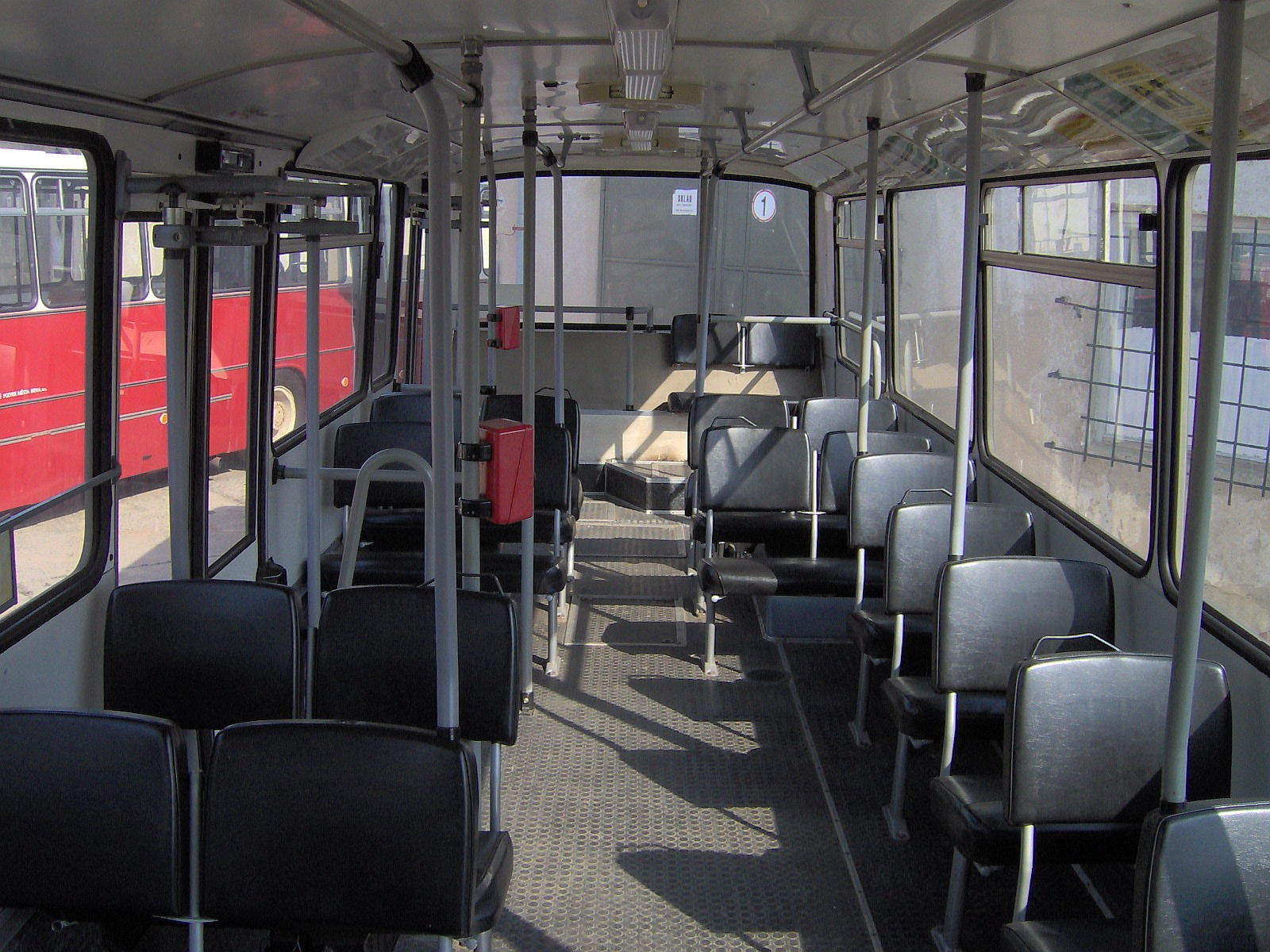
Interiér autobusu Karosa B 732 s černými koženkovými sedadly

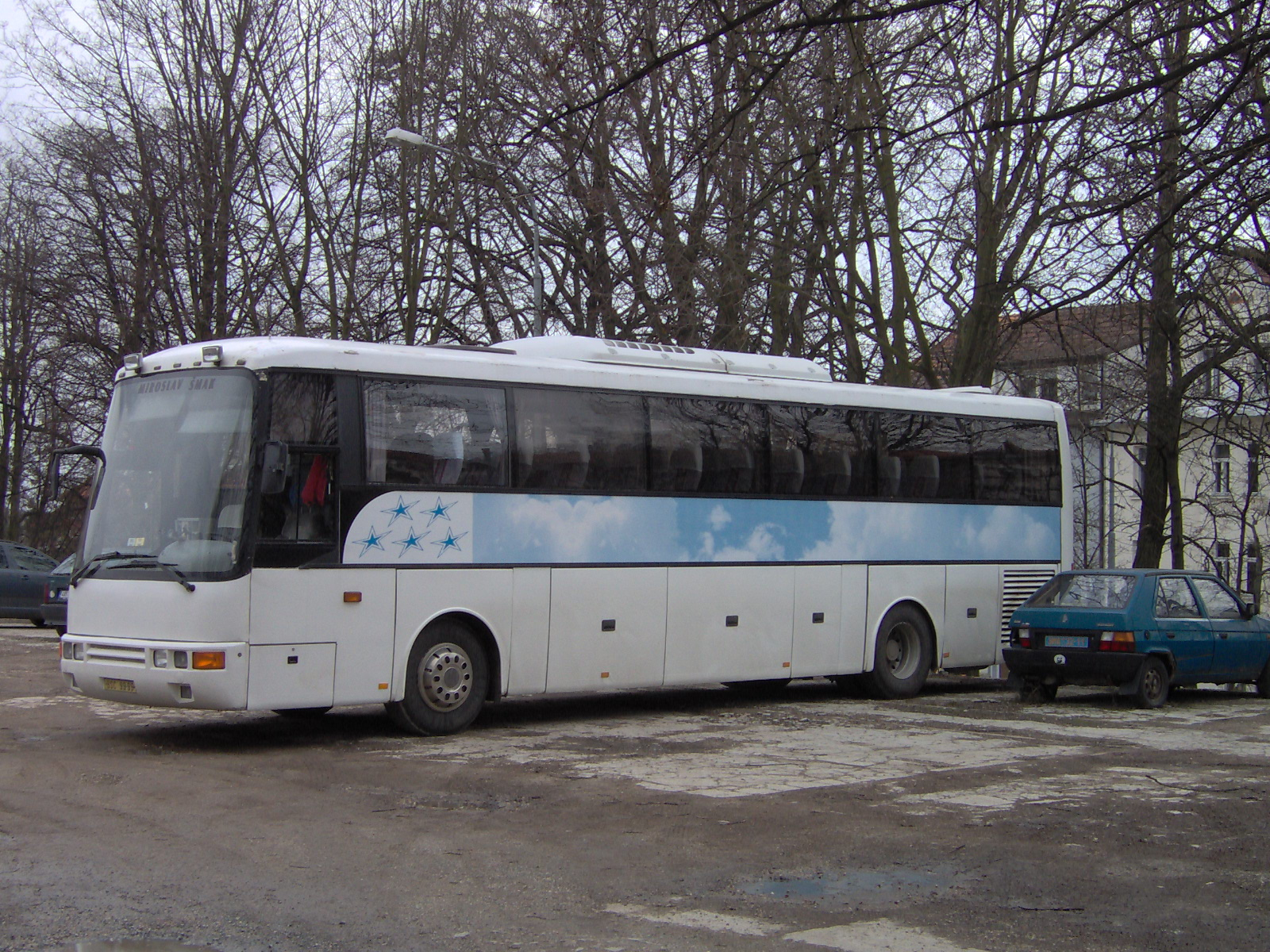
Karosa LC 757, autobus určený především pro dálkové linky vyráběný v letech 1992–1996

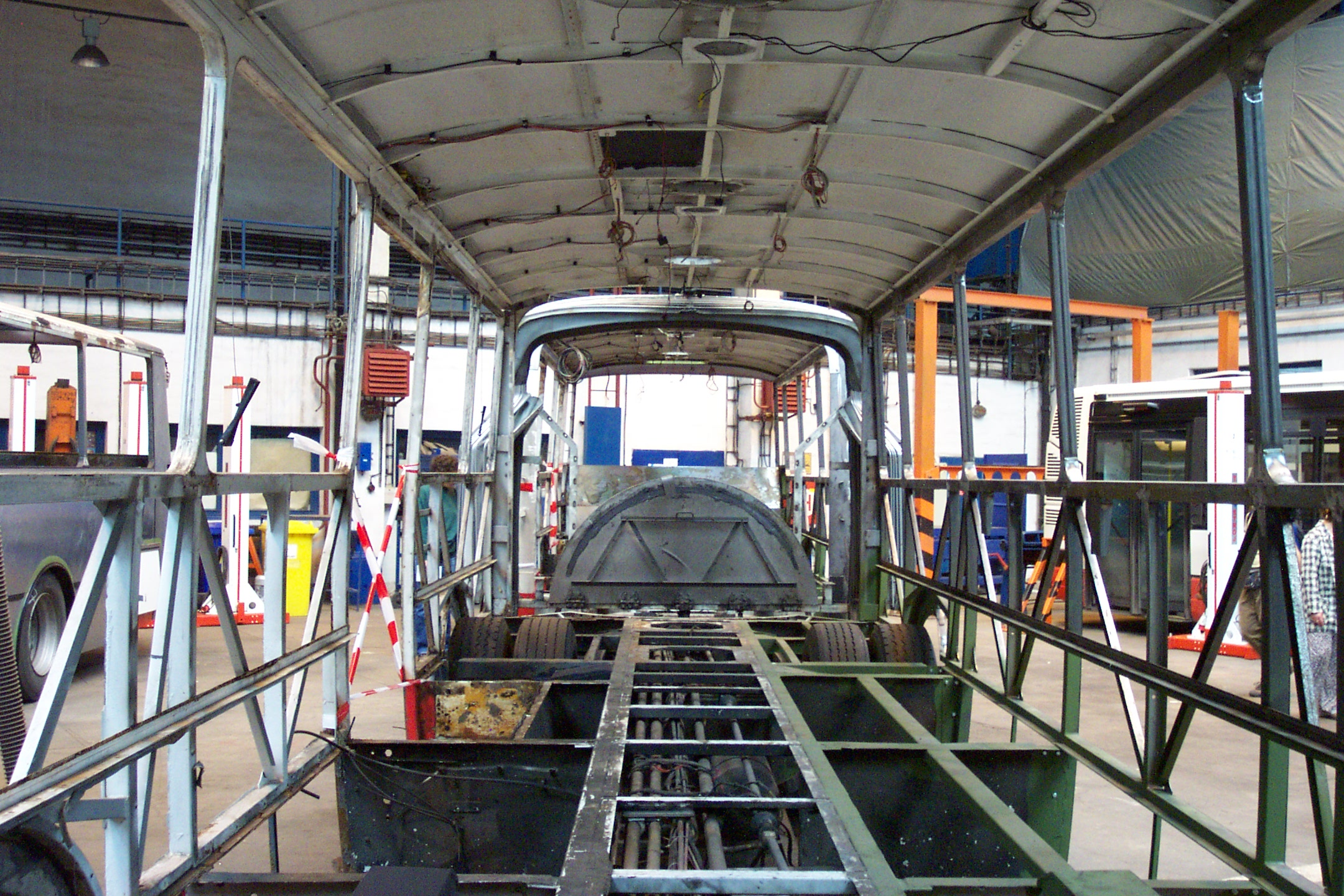
Částečně samonosná karosérie autobusu Karosa B 741 s žebřinovým rámem

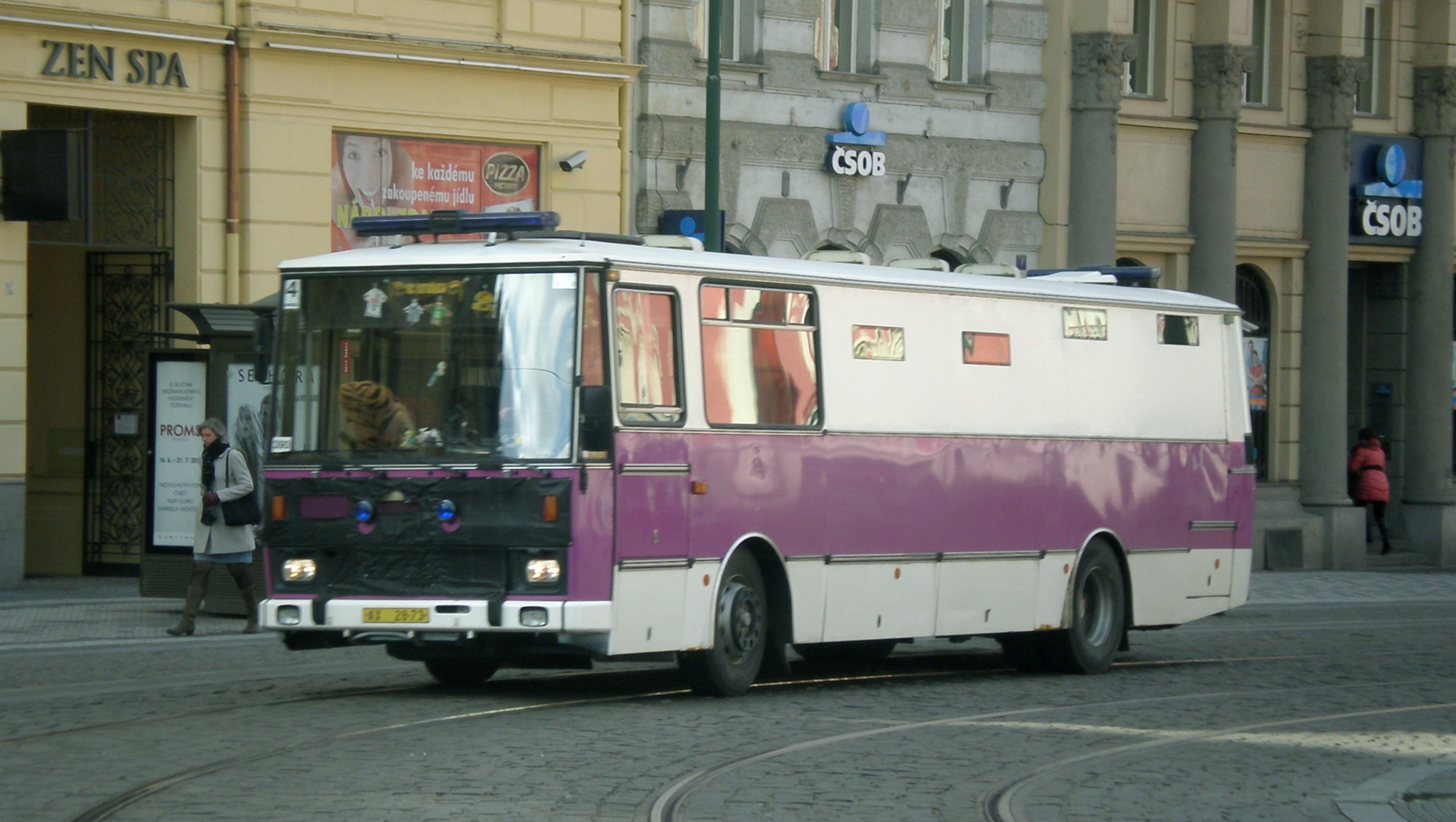
Karosa C 734 jako vězeňský vůz

Karosa řady 700 je souhrnné označení pro několik modifikací československého autobusu, který vyráběl podnik Karosa z Vysokého Mýta v letech 1981–1997. Základním představitelem řady 700 je meziměstský autobus Karosa C 734.

## Historie a varianty
První autobusy řady 700 byly vyrobeny již během 70. let 20. století. Byly to ale pouze funkční vzorky a prototypy, které byly určeny k různým zkouškám (včetně porovnávacích zkoušek s tehdy vyráběnou řadou Š). Úplně prvním vozem řady 700 se stal funkční vzorek meziměstského autobusu Karosa C 733 z roku 1973.
Sériová výroba vozů řady 700 byla zahájena v roce 1981. Prvním (a také hlavním) představitelem byl autobus Karosa C 734 (meziměstský autobus), po něm následovaly typy B 731 (městský autobus s automatickou převodovkou), B 732 (příměstský autobus s mechanickou převodovkou), meziměstský autobus C 735 a dálkové a zájezdové typy LC 735 a LC 736. Vyráběny byly také kloubové vozy typů C 744 (meziměstský) a B 741 (městský). Na začátku 90. let pak byly vyvinuty luxusní autokary se zvýšenou podlahou, které byly označeny jako Karosa LC 737 (také jako HD 11) a LC 757 (HD 12). V roce 1996 byla řada 700 nahrazena modernizovanou řadou 900, výroba autobusů řady 700 byla definitivně ukončena o rok později. Celkem bylo vyrobeno 37 166 kusů autobusů řad 700 a 800.
Autobusy byly prodávány kromě Československa i na jiné trhy. Pravděpodobně nejvíce jich bylo vyvezeno do Ruska, kde byl dokonce autobusu C 734 postaven v roce 2001 pomník. Do Ruska byly vyváženy i autobusy označované jako řada 800, jednalo se o vozy vycházející z řady 700.
Provoz posledních autobusů řady 700, konkrétně dvou modernizovaných vozů C 734, byl v Česku na pravidelných linkách ukončen v roce 2023.

### Označení
Pro nové autobusy vyhradila Karosa řadu 700, tedy 7xx. Před trojčíslím se ještě nacházelo jedno či dvě písmena (podle doporučení RVHP).
- Písmeno: typ vozu – B (městský a příměstský autobus, anglicky bus), C (meziměstský a linkový autobus, anglicky coach), LC (dálkový a zájezdový autobus, anglicky long distance coach)
- První číslice: 7 – značí v oborovém číslování (nomenklatura strojírenských výrobků) autobus, v Karose však došlo k posunu významu a první číslice tak značila 70. léta, kdy byl autobus konstrukčně navržen[5]
- Druhá číslice: délka vozu – 3 = 11 m, 4 = 17 m, 5 = 12 m
- Třetí číslice:
  - u vozů B: „1“ u modelu B 731 původně značila kategorii autobusu B1, později při vzniku typu B 732 označovala třetí číslice druh převodovky (1 = automatická, 2 = mechanická)
  - u vozů C: 3 = regionální s automatickou převodovkou, 4 = meziměstský s manuální převodovkou, 5 = meziměstský s manuální převodovkou a větším zavazadlovým prostorem (pro delší linky nebo zájezdy)
  - u vozů LC: číslice 5, 6 nebo 7 označovala stupeň výbavy (čím vyšší číslo, tím lépe vybavený autobus)

## Konstrukce
Stejně jako jejich předchůdce, řada Š, byly autobusy řady 700 stavěny metodou panelové stavby. Tato technologie spočívá ve výrobě šesti samostatných panelů (rám podvozku, boky karoserie, střecha, přední a zadní panel) na samostatných svařovacích linkách, které byly poté povrchově ošetřeny a smontovány dohromady. Podstatnou změnou byla výroba koster boků a střechy z průmyslově vyráběných hranatých profilů z válcované oceli (jeklů). Na předešlé řadě Š byly díly těchto částí lisované. Toto řešení v dnešní době usnadňuje opravy po dopravních nehodách. Oproti řadě Š má řada 700 motor a převodovku uložené za zadní nápravou.
Řadu 700 navrhli konstruktéři Ivan Mervart, Josef Nalezenec a Ladislav Klimeš a designéři Jan Tatoušek a Zdeněk Rosák.

## Speciální autobusy řady 700
Některé autobusy řady 700 byly přímo z výroby upraveny pro zvláštní účely. Za zmínku stojí autobusy pro přepravu vězňů, měřící vůz pro Elektromontážní závody nebo autobus pro městskou knihovnu v Praze. Výrobu těchto autobusů měla na starost nejprve vývojová dílna, později, od roku 1991, dílna zakázková. Některé autobusy řady 700 byly již pro daného zákazníka vyrobeny ve speciálním provedení.